# Мозес Одубаджо
Мозес Одубаджо (англ. Moses Odubajo, нар. 28 липня 1993, Гринвіч) — англійський футболіст нігерійського походження, півзахисник грецького клубу АЕК.
Виступав, зокрема, за клуби «Брентфорд», «Галл Сіті» та «Шеффілд Венсдей», а також юнацьку збірну Англії.

## Клубна кар'єра
Народився 28 липня 1993 року в місті Гринвіч. Вихованець футбольної школи клубу «Лейтон Орієнт».
У дорослому футболі дебютував 2010 року виступами за команду «Сент-Олбанс Сіті», в якій грав на правах оренди. Згодом також грав в оренді за «Саттон Юнайтед» і «Бішопс-Стортфорд», після чого з сезону 2012/13 став основним гравцем своєї рідної команди «Лейтон Орієнт», провівши у цьому статусі два сезони у Першій лізі, а сезон 2014/15 провів у Чемпіоншипі, представляючи «Брентфорд».
Своєю грою за останню команду привернув увагу представників тренерського штабу клубу «Галл Сіті», до складу якого приєднався 7 серпня 2015 року. Він відразу ж став основним гравцем команди Стіва Брюса і в сезоні 2015/16 допоміг їй виграти плей-оф Чемпіоншипу та здобути право на виступ у Прем'єр-лізі. Перед початком сезону 2016/17 Мозес отримав важку травму зв'язок коліна, потім двічі у нього траплявся рецидив травми, через що гравець пропустив повністю два сезони і лише у березні 2018 року зміг розпочати тренування з першою командою. У червні 2018 року Одубаджо відмовився від запропонованого «Галлом» продовження контракту та залишив клуб як вільний агент, так і не зігравши у вищому дивізіоні.
Протягом сезону 2018/19 років знову захищав кольори клубу «Брентфорд» у Чемпіоншипі, після чого 11 липня 2019 року уклав контракт з іншим клубом цього дивізіону «Шеффілд Венсдей», у складі якого провів наступні два роки своєї кар'єри гравця.
Протягом сезону 2021/22 років захищав кольори клубу «Квінз Парк Рейнджерс» у Чемпіоншипі, зігравши 28 ігор.
8 липня 2022 року Одубаджо підписав трирічний контракт з грецьким «Арісом». Станом на 30 липня 2023 року відіграв за клуб з Салонік 25 матчів в національному чемпіонаті.

## Виступи за збірну
У 2015 році дебютував у складі юнацької збірної Англії (U-20), загалом на юнацькому рівні взяв участь у 5 іграх.

## Статистика виступів

### Статистика клубних виступів
| Сезон                 | Команда               | Чемпіонат             | Чемпіонат | Чемпіонат | Національний кубок | Національний кубок | Національний кубок | Континентальні кубки | Континентальні кубки | Континентальні кубки | Інші змагання | Інші змагання | Інші змагання | Усього | Усього |
| Сезон                 | Команда               | Ліга                  | Ігор      | Голів     | Ліга               | Ігор               | Голів              | Ліга                 | Ігор                 | Голів                | Ліга          | Ігор          | Голів         | Ігор   | Голів  |
| --------------------- | --------------------- | --------------------- | --------- | --------- | ------------------ | ------------------ | ------------------ | -------------------- | -------------------- | -------------------- | ------------- | ------------- | ------------- | ------ | ------ |
| 2014–15               | «Брентфорд»           | ЧФЛ                   | 45+2      | 3         | КА+КЛ              | 1+1                | 0                  | -                    | -                    | -                    | -             | -             | -             | 49     | 3      |
| 2015–16               | «Галл Сіті»           | ЧФЛ                   | 42+3      | 0         | КА+КЛ              | 3+5                | 0                  | -                    | -                    | -                    | -             | -             | -             | 53     | 0      |
| 2016–17               | «Галл Сіті»           | ПЛ                    | 0         | 0         | КА+КЛ              | 0                  | 0                  | -                    | -                    | -                    | -             | -             | -             | 0      | 0      |
| Усього за «Галл Сіті» | Усього за «Галл Сіті» | Усього за «Галл Сіті» | 42+3      | 0         |                    | 8                  | 0                  |                      | -                    | -                    |               | -             | -             | 53     | 0      |
| Усього за кар'єру     | Усього за кар'єру     | Усього за кар'єру     | 87+5      | 3         |                    | 10                 | 0                  |                      | -                    | -                    |               | -             | -             | 102    | 3      |